# Brachymeria encarpae
Brachymeria encarpae is een vliesvleugelig insect uit de familie bronswespen (Chalcididae). De wetenschappelijke naam is voor het eerst geldig gepubliceerd in 1996 door Ubaidillah.